# Batallón de Ingenieros Mecanizado 11
El Batallón de Ingenieros 11 (B Ing 11) es una unidad de ingenieros del Ejército Argentino con asiento en la Guarnición de Ejército «Comandante Luis Piedrabuena», provincia de Santa Cruz.

## Historia

### Orgánica
En la década de 1960 se el 9.º Batallón se transformó en el Batallón de Ingenieros de Combate 181, dependiente del V Cuerpo de Ejército.
El 20 de junio de 1981, el 181 se trasladó a la Guarnición de Ejército «Comandante Luis Piedrabuena», junto al Grupo de Artillería 11.
En el año 1987 adoptó el nombre Batallón de Ingenieros 181.
A partir del año 1993 ha adquirido el nombre Batallón de Ingenieros 11 y depende de la XI Brigada Mecanizada.
El Batallón abandonó los cuarteles de Río Gallegos para radicarse en la Guarnición Piedrabuena.

### Operaciones
A mediados de la década de 1970, el Batallón de Ingenieros de Combate 181 integró el Agrupamiento B, que se desplazó a la provincia de Tucumán por orden del Comando General del Ejército para reforzar la V Brigada de Infantería que llevaba adelante el Operativo Independencia. El Agrupamiento B se turnaba con los Agrupamientos A y C, creados para el mismo fin. En cada partida se enviaba un oficial y tres suboficiales.
En 1976 formó la Fuerza de Tareas «Cruz del Sur» junto al Regimiento de Infantería Mecanizado 24.
A fines de la década de 2020, el Batallón prestó apoyo a la construcción del complejo hidroeléctrico La Barrancosa-Cóndor Cliff.
En 1982, el batallón de Ingenieros de Combate 181 participó en el teatro de Operaciones Sur (TOS) Custodiando las Bases Aéreas de Pto San Julian y R. Gallego; dicha participación consistió en custodiar la costa marítima y cooperar con la logística instrumentada por la Armada Argentina y la Marina Mercante en los traslados de tropas y pertrechos hacia las Islas Malvinas.